# Saint-Romain-le-Puy
Saint-Romain-le-Puy là một xã trong tỉnh Loire miền trung nước Pháp.

### Bản đồ
- Map and list of communes of the Loire
- Map of Saint-Romain-le-Puy on Michelin (bằng tiếng Anh) Lưu trữ ngày 29 tháng 9 năm 2007 tại Wayback Machine
- Map of Saint-Romain-le-Puy on the Institut Géographique National site[liên kết hỏng]
- Map of Saint-Romain-le-Puy on Mapquest (bằng tiếng Anh)
- Saint-Romain-le-Puy on the Cassini map[liên kết hỏng]
- Map of Saint-Romain-le-Puy on Mappy (bằng tiếng Anh)[liên kết hỏng]
- Location of Saint-Romain-le-Puy on a map of France[liên kết hỏng]
- Calculate straight-line distance from Saint-Romain-le-Puy to other towns in the Loire Lưu trữ ngày 25 tháng 10 năm 2005 tại Wayback Machine